# کاسوگا-تایشا
کاسوگا-تایشا (به ژاپنی: 春日大社, Kasuga-taisha) یک معبد شینتویی است که در نارا، استان نارا در ژاپن واقع شده است.